# Unité urbaine de Saint-Maixent-l'École

L'unité urbaine de Saint-Maixent-l'École est une unité urbaine française centrée sur la ville de Saint-Maixent-l'École, ville des Deux-Sèvres.

## Données générales
En 2010, selon l'INSEE, l'unité urbaine de Saint-Maixent-l’École est composée de quatre communes, toutes situées dans les Deux-Sèvres, dans l'arrondissement de Niort. 
En 2010, avec 11 829 habitants, elle constitue la cinquième unité urbaine des Deux-Sèvres se classant après les unités urbaines de Niort (1er rang départemental et préfecture du département), Bressuire (2e rang départemental), Parthenay (3e rang départemental) et Thouars (4e rang départemental). Elle devance l'unité urbaine de Mauléon qui se positionne au 6e rang départemental.
En Poitou-Charentes où elle se situe, elle occupe le 13e rang régional après l'unité urbaine de Thouars (12e rang régional) et avant l'unité urbaine de La Tremblade (14e rang régional) selon les données du recensement de 2010.
En 2010, sa densité de population s'élève à 199 hab/km².

## Délimitation de l'unité urbaine de 2010
En 2010, l'Insee a procédé à une révision des délimitations des unités urbaines de la France ; celle de Saint-Maixent-l’École a été élargie d'une nouvelle commune (Saint-Martin-de-Saint-Maixent) et est maintenant composée de quatre communes urbaines au lieu de trois lors du recensement de 1999.
| Nom                           | Code Insee | Statut | Superficie (km2) | Population (dernière pop. légale) | Densité (hab./km2) |
| ----------------------------- | ---------- | ------ | ---------------- | --------------------------------- | ------------------ |
| Exireuil                      | 79114      |        | 21,06            | 1 562 (2022)                      | 74                 |
| Nanteuil                      | 79189      |        | 20,62            | 1 702 (2022)                      | 83                 |
| Saint-Maixent-l'École         | 79270      |        | 5,22             | 7 433 (2022)                      | 1 424              |
| Saint-Martin-de-Saint-Maixent | 79276      |        | 12,64            | 1 066 (2022)                      | 84                 |

## Évolution territoriale de l'unité urbaine de Saint-Maixent-l’École depuis 1975
En 1975, l'unité urbaine de Saint-Maixent-l’École qui était constituée de deux communes urbaines (Saint-Maixent-l’École et  Nanteuil), rassemblait 9 136 habitants. Elle était déjà la cinquième unité urbaine des Deux-Sèvres et la treizième unité urbaine de Poitou-Charentes.
En 1982, cette unité urbaine a incorporé une troisième commune, Exireuil, et comptait 9 693 habitants ; son classement départemental et régional ne variant pas. 
Aux deux recensements suivants, 1990 et 1999, l'unité urbaine de Saint-Maixent-l’École ne s'est pas agrandie mais sa population a diminué passant à 9 170 habitants. Malgré cette baisse démographique continuelle depuis 1982, son classement départemental et régional est resté le même. 
Lors de la dernière délimitation de 2010, l'unité urbaine de Saint-Maixent-l’École s'est élargie d'une quatrième commune et pour la première fois, elle a franchi le cap des 10 000 habitants, atteignant 11 742 habitants au recensement de 2007, puis 11 829 habitants au recensement de 2010. Son classement départemental demeure le même depuis 1975.
Il s'agit de la quarante-quatrième unité urbaine de Nouvelle-Aquitaine, derrière celle de Montpon-Ménestérol et devant Saint-Junien.
Si l'unité urbaine de Saint-Maixent-l’École a connu quelques modifications territoriales, celles de 1982 et de 2010, ce n'est que depuis cette dernière date qu'elle dépasse le chiffre de population de 1982.

## Évolution démographique
| 1975  | 1982  | 1990  | 1999  | 2007   | 2010   | 2012   | 2015   | 2016   |
| ----- | ----- | ----- | ----- | ------ | ------ | ------ | ------ | ------ |
| 9 136 | 9 693 | 9 315 | 9 170 | 11 742 | 11 829 | 11 202 | 10 897 | 11 155 |

| 2018   | 2021   | 2022   | - | - | - | - | - | - |
| ------ | ------ | ------ | - | - | - | - | - | - |
| 11 591 | 11 594 | 11 763 | - | - | - | - | - | - |

Histogramme

(élaboration graphique par Wikipédia)

## Sources et références
1. ↑  Composition communale de l'unité urbaine de Saint-Maixent-l'École selon le zonage de 2010
2. ↑  Composition communale de l'unité urbaine de Saint-Maixent-l’École
3. ↑  Consulter le splaf des Deux-Sèvres - volet Agglomérations